# Basistemon peruvianus
Basistemon peruvianus là một loài thực vật có hoa trong họ Mã đề. Loài này được B.D.Jacks. mô tả khoa học đầu tiên năm 1895.